# 蒲桃叶冬青
蒲桃叶冬青（学名：Ilex syzygiophylla）是冬青科冬青属的植物，是中国的特有植物。分布在中国大陆的广东等地，生长于海拔850米至1,550米的地区，多生于山谷疏林中及溪旁，目前已由人工引种栽培。